# Дания на летних Олимпийских играх 2004
Дания принимала участие в Летних Олимпийских играх 2004 года в Афинах (Греция) в двадцать четвёртый раз за свою историю, и завоевала две золотые и шесть бронзовых медалей. Сборную страны представляли 92 участника, из которых 44 женщины.

## 01!Золото
- Гребля, мужчины — Eskild Ebbesen, Thomas Ebert, Thor Kristensen и Stephan Mølvig.
- Гандбол, женщины.

## 02!Серебро
- Лёгкая атлетика, мужчины, толкание ядра — Иоахим Ольсен.[1]

## 03!Бронза
- Парусный спорт, женщины — Signe Livbjerg.
- Парусный спорт, женщины — Dorte Jensen, Helle Jespersen и Christina Otzen.
- Настольный теннис, мужчины — Микаэль Мэйс и Finn Tugwell.
- Бадминтон, смешанные пары — Jens Eriksen и Mette Schjoldager.
- Лёгкая атлетика, мужчины, 800 метров — Уилсон Кипкетер.

## Состав олимпийской сборной Дании

### Плавание
Спортсменов — 1
В следующий раунд на каждой дистанции проходили лучшие спортсмены по времени, независимо от места занятого в своём заплыве.
Мужчины
| Спортсмен       | Соревнование        | Предварительные заплывы | Предварительные заплывы | Полуфиналы | Полуфиналы | Финал     | Финал     |
| Спортсмен       | Соревнование        | Результат               | Место                   | Результат  | Место      | Результат | Место     |
| --------------- | ------------------- | ----------------------- | ----------------------- | ---------- | ---------- | --------- | --------- |
| Якоб Карстенсен | 400 м вольный стиль | 3:51,09                 | 15                      |            |            | Не прошёл | Не прошёл |